# Gatoch Panom
Gatoch Panom Yiech, (född 30 november 1994)[källa behövs], är en etiopisk professionell fotbollsspelare som spelar som defensiv mittfältare.

## Internationell karriär
I januari 2014 tog Sewnet Bishaw ut honom till Etiopiens trupp till 2014 års African Nations Championship. Laget slogs ut redan i gruppspelet efter att ha förlorat mot Kongo, Libyen och Ghana.